# Ortodoxia de rito occidental
Ortodoxia de rito occidental, ortodoxia occidental o también rito occidental ortodoxo son algunos de un variado conjunto de nombres referidos a una extendida comunidad eclesiástica con una antigua tradición litúrgica, y espiritual atribuida a los Padres de la Iglesia en Occidente, y que conforman una rama de la Iglesia ortodoxa. Sus practicantes son actualmente un número minoritario de cristianos de denominación ortodoxa que, aseguran seguir completamente el dogma y el símbolo de la fe ortodoxa niceno-constantinopolitana en común con sus paralelos del rito oriental con los que se encuentran en plena comunión sacramental, pero celebrando la Divina Liturgia según formas «occidentales» (p. ej., ritos latinos). Además de versiones alteradas de la Misa tridentina, iglesias locales han usado formas litúrgicas occidentales tales como el rito de Sarum (o de Salisbury), el rito mozárabe, o el rito galicano. Algunas congregaciones usan lo que ha llegado a conocerse simplemente como la liturgia inglesa, que se deriva del Libro de Oración Común de la Comunión anglicana,si bien con algún grado de bizantinización con el objeto de enfatizar la enseñanza teológica ortodoxa.El rito occidental que existe en la actualidad ha sido fuertemente influenciado por la vida y obra de Julian Joseph Overbeck, un exsacerdote católico que luego se convirtió a la Iglesia ortodoxa.
La diversidad litúrgica, entre y dentro de Oriente y Occidente, era común antes del segundo mediado del siglo XI, por tanto, hace referirse dicho nombre de «ortodoxa», a la Iglesia y la mayoría de los «santos» occidentales, venerados actualmente en la Iglesia católica, y en la Iglesia anglicana que fueron contemporáneos a mencionada fecha (aunque existen algunas excepciones en sus listas santorales). En la actualidad, todos los obispos que se ocupan de tales parroquias son, relativamente, seguidores de los ritos practicados por Oriente.
Misiones, parroquias y monasterios de rito occidental existen dentro de ciertas jurisdicciones de la Iglesia ortodoxa, de manera predominante al interior de la Iglesia ortodoxa rusa fuera de Rusia y la Arquidiócesis de Norte América de la Iglesia ortodoxa de Antioquía.Además, el rito occidental se practica en comunidades religiosas por fuera de la Iglesia ortodoxa de corriente principal. La Comunión de las iglesias ortodoxas occidentales y la Iglesia ortodoxa de Francia son de rito occidental. Adicionalmente, existe un pequeño número de comunidades de rito occidental entre los ortodoxos veterocalendaristas, tales como el antiguo Exarcado de rito occidental del Santo Sínodo de Milán o la Metrópolis autónoma ortodoxa de América y las islas británicas. Dentro de la ortodoxia independiente, los sucesores de la Iglesia católica ortodoxa norteamericana tienen jurisdicciones de rito occidental. Hay también un número de iglesias y monasterios ortodoxos occidentales que no son parte de la Iglesia ortodoxa.
Parroquias de rito occidental se encuentran de manera casi exclusiva en países con grandes poblaciones católicas o protestantes. Existen también numerosas sociedades devocionales y editoriales relacionadas con el rito occidental. La ortodoxia de rito occidental sigue siendo un tema conflictivo para algunos.

## Historia

### Surgimiento en la Edad Contemporánea

#### SigloXIX
El origen moderno de un rito ortodoxo occidental dio sus primeros frutos en 1864 por la obra de un laico ortodoxo y profesor alemán, Julius Joseph Overbeck quien enseñaba en la Real Academia Militar de Woolwich, Inglaterra, (convertido de las Iglesias católica y luterana, sucesivamente). En sus orígenes había sido un presbítero religioso católico, que había dejado de serlo a consecuencia de su inconformidad expresada respecto al dogma de la infalibilidad pontificia, se convirtió al luteranismo, contrayendo matrimonio, (desconociéndose si fue reverendo); luego se residió en Inglaterra en 1863 para tomar las cátedras de lengua alemana. Allí estudió la historia de la Iglesia de Inglaterra y de la Iglesia ortodoxa. A los 44 años de edad, Overbeck fue recibido en la Iglesia ortodoxa en la embajada rusa en Londres por el Padre Eugene Poppoff, el capellán de la embajada, en 1865.
En 1866, publicó Ortodoxia católica y Anglocatolicismo, y es aquí en donde comienza el punto de partida de su trabajo durante los próximos veinte años. La consecuencia de la publicación de este libro mencionado se debía a una de las más añoradas solicitudes de Overbeck en comenzar el desarrollo de una "Iglesia ortodoxa occidental" en suelo británico, hecho por el cual recibió muchos titubeos por el alto sínodo de la Iglesia ortodoxa rusa bajo el primado del Metropolitano Filareto (Drozdov), quien ya había correspondido en considerar décadas antes dicho proyecto conjuntamente con un pastor protestante William Palmer, pero bajo un precepto pro-ecumenista, poco apoyado por la totalidad de las comunidades ortodoxas. Ante esta razón el catedrático alemán expone un largamente polémico escrito que explicaba el por qué las actuales organizaciones religiosas "Iglesias occidentales" (católicas y protestantes, entre otras heterodoxias) no podían ser aceptados por la comunión ortodoxa.
Ante su crítica anti-uniatista, al año siguiente en 1867, publica a su vez, The Orthodox Catholic Review (La revisión católica ortodoxa) en donde apoya sus progresos y a sí mismo dejaba clara su intención de emprender esta nueva  —y antigua al mismo tiempo—  Iglesia Occidental: la Ortodoxia Occidental, que, bajo ningún aspecto debía estar ligada a ningún capricho del ecumenismo. Dichos hechos empezaron a traer como el rápido crecimiento de frutos, de que, no solo parroquianos y presbíteros, sino muchos de sus compañeros académicos se convencieran en apoyar la viabilidad de una Iglesia ortodoxa de Occidente, presentándose con 122 firmas provenientes del Movimiento de Oxford, con el fin de solicitar a la Iglesia de Rusia para el establecimiento de una Iglesia de rito occidental en plena comunión con las de rito oriental. A continuación, la comisión sinodal de siete miembros fue formada, e invitó a asistir a Overbeck. 
Se aprobó la idea, y Overbeck se dedicó a la presentación de un proyecto de la liturgia occidental, que añade una epíclesis y el himno Trisagio a la Misa Tridentina (eliminando a la vez la cláusula filioque del credo niceno), esta fue oficiada por primera vez en 1871. Continuaría con el desarrollo de las liturgias occidentales para la administración sacramental. Entre otros aspectos contemporáneos a su época, era de particular interés de Overbeck sus esfuerzos en el diálogo con el movimiento veterocatólico, que había rechazado la Infalibilidad pontificia. Pese a sus esfuerzos, sus proyectos continuarían entrando en polémicas con religiosos católicos, anglicanos, ecuménicos y ortodoxos convertidos dentro del rito bizantino sobre todo por los fieles de la Iglesia ortodoxa helénica en Londres. Durante la vida Julius Overbeck nunca se logró manifestar físicamente su proyecto de "rito occidental". 
También durante su laicidad, mientras este expresaba al sínodo ortodoxo ruso su deseo de recibir los hábitos sacerdotales, no se le permitió oficiar la liturgia, a consecuencia de que Overbeck había recibido el matrimonio después de su ordenación presbiteral en la Iglesia católica, ciertamente este hecho resulta ser sumamente contradictorio por el hecho de que esta objeción en contra de Overbeck no debiera poseer ninguna consecuencia canónica si dicha "orden" fue de antes de su bautismo ortodoxo. En 1876, Overbeck hizo un llamado a diversos Sínodos ortodoxos, viajando a Constantinopla en 1879. Allí se encontró con el Patriarca Ecuménico, que lo autorizó a entregar los sermones y la creación de material apologético. 
Tres años más tarde, el Patriarca Ecuménico y su sínodo dieron su aprobación condicional para el rito occidental y junto con varios centros de espiritualidad benedictina. No obstante, el Sínodo de Grecia establecido en Londres se había implicado en estancar dichos logros, logrando presionar al Patriarcado Constantinopla para desaprobar en 1892 el derecho teórico de los fieles occidentales a tener una Iglesia ortodoxa occidental que había aprobado previamente. La Orthodox Catholic Review publicó su último artículo en 1885. Overbeck muere 20 años más tarde, en 1905.

#### sigloXX
Durante el siglo XX, el desarrollo de las prácticas litúrgicas de rito occidental no dejarían continuar con el trabajo de Julius Joseph Overbeck, aunque efectivamente se desarrollaría en varios pasos en falso o darían poco impacto en su desarrollo, bien disolviéndose o autodeclarando su independencia, uno de los más resaltantes casos, fue la trágica reducción de comunidades en el seno de la Iglesia ortodoxa polaca durante el holocausto.  En 1911, Arnold Harris Mathew, un antiguo obispo católico, entró en la unión con el Patriarcado de Antioquía bajo Metropolitano Gerasimos (Messarah) de Beirut y, en 1912, con el Patriarca ortodoxo de Alejandría,[cita requerida] este obispo lleva a cabo un misal vetero-católico, que fue aprobado en la línea de rito occidentales por el Patriarca Focio de Alejandría, quién declaró:
"... Hemos dado gracias a Dios ... que omitas la cláusula Filioque, y que no aceptes dinero para celebrar misas. Estamos de acuerdo con usted en cuanto a la observancia de su autonomía y de rito latino en actual uso, por tanto tiempo y por cuanto estén de acuerdo con los Santos dogmas y con los decretos canónicos de los siete Sínodos ecuménicos, que forman la base de la fe ortodoxa".
Ambas uniones se realizaron en un corto intervalo de tiempo y solamente duraron un período efectivo de unos pocos meses. Aunque dichas uniones fueron motivo de protesta para el Arzobispo de Canterbury quien manifestó tal desacuerdo ante ambos jerarcas sinodales, nunca se afirmó formalmente por cierta una supuesta separación eclesiástica.
Por un muy breve período, una nueva parroquia de rito occidental entró en comunión con la Iglesia ortodoxa rusa en el año 1890, una parroquia de emigrantes europeos vetero-católica en Wisconsin pastoreada por el presbítero José René Vilatte, se acercó al obispo Vladimir (Sokolovsky) con el fin de ser sido recibido en la ortodoxia, dicho obispo los recibió el 9 de mayo de 1891; sin embargo, Vilatte, colateralmente fue consagrado al episcopado por los jerarcas de la Iglesia siríaca ortodoxa en la India, entre ellos uno de sus consagrantes había sido el metropolita Antonio Francisco Xavier Alvares, akka Yulios de Goa, el 29 de mayo de 1892. Pero finalmente él y su parroquia regresaron al veterocatolicismo.

#### La Iglesia ortodoxa de Francia
El surgimiento de esta Iglesia, en principio, fue constituida en el año 1948, bajo el formato de una Iglesia con ritos franceses, practicados según la antigua liturgia galicana. Y que desde el año de fundación de esta, ha multiplicado sus peregrinaciones en busca de una Jurisdicción apropiada. Ha estado sucesivamente bajo la jurisdicción del Patriarcado de Moscú (1948-1952), en el exarcado de fieles de tradición rusa bajo el Patriarcado Ecuménico de Constantinopla (1953-1956), y de la Iglesia ortodoxa rusa en fuera de Rusia (1957-1966).  En sus primeros comienzos, fue recibido, este como grupo pequeño liderado por un ex obispo católico-liberal, Louis-Charles Winnaert (1880-1937), cuya comunidad fue recibida primeramente con el nombre de la Iglesia ortodoxa occidental (en francés, l'Église Orthodoxe Occidentale), y su fundador ahora recibido como Archimandrita con el patronazgo de "Ireneo". A partir de 1953, después de que esta comunidad fuera presionada por el Patriarca de Moscú para cambiar para el rito oriental, la Iglesia ortodoxa occidental se aísla de dicho patriarcado, cambiando su nombre a la Iglesia ortodoxa de Francia. La Iglesia fue reconocida como una Iglesia autónoma por el Metropolitano Anastasio de ROCOR y estaba en comunión con ROCOR entre 1959 y 1966. Precisamente en este período era consagrado obispo el padre Kovalevsky con el nombre de Jean de Saint Denis, el 11 de noviembre de 1964, por el Arzobispo San Juan Maximovich (conmemorado hoy día como santo en la Iglesia ortodoxa), asistido por el Patriarca de Rumania vigente en ese entonces. En 1966, dicho obispo, rompió con la Iglesia Rusa del exilio y volvió a quedar falto de jurisdicción.